# タンクタンクロー
『タンクタンクロー』は、阪本牙城著の漫画作品、およびその主人公の名前である。主に大日本雄弁会講談社の雑誌『幼年倶楽部』1934年1月号から1936年12月号にかけて連載された。

## 内容
タンクローは上下前後左右に8個の丸い穴のあいたボウリングのボールのような鉄球状の胴体から、チョンマゲ頭と黒い長靴ばきの足を出した格好の天下の豪傑。胴体の穴から、ピストルや日本刀、飛行機の翼やスクリュー、大砲、箒など何でも突き出す事ができる。ロボットという見方もあるが、内部構造や正体については作中では最後まで謎のままで説明されていない。
タンクローは当初は強盗や相撲取りなど乱暴者を相手にしていた。その後、海の向こうからいきなり日本に攻めてきた怪人・黒カブトを倒すために、兵隊を率いて大活躍する。この黒カブトの造形が1977年のSF映画『スター・ウォーズ・シリーズ』に登場する悪役キャラクターのダース・ベイダーに似ていることでもSFファンの間で知られる。

## 解説
奇想天外、荒唐無稽なキャラクターとストーリーでSF漫画のルーツの一つとも言われ、漫画『のらくろ』、『冒険ダン吉』と同様に、昭和初期の少年達のヒーローだった。教育的な『少年倶楽部』に連載された『のらくろ』や『冒険ダン吉』の主人公たちが良い子であることを求められたのに対して、低学年向けの「幼年倶楽部」に連載された本作の主人公タンクローは漫画本来のナンセンスで野放図なキャラクターが特徴である。
『幼年倶楽部』の連載前は『中外商業新報』（現・日本経済新聞）に掲載され、『幼年倶楽部』連載終了後は『満州新聞』に掲載。さらに第二次世界大戦後には1949年に続編の単行本が講談社北海道支社を始めとして、妙義出版社、新漫画社などより出版された。単行本は『幼年倶楽部』連載中の1935年にも1935年10月号掲載分までを、絵物語形式だった連載当初の回をコマ割りして漫画に改稿して、講談社から出された。この版は1970年、1976年に講談社より、2005年には小学館クリエティブから復刻されており、最もポピュラーな版になっている。
また、2014年にはイーブックイニシアティブジャパンが電子書籍版の配信を開始した。
広告代理店の電通の主導でテレビアニメ化の企画もあったが、実現には至らなかった。